# Macskanadrág
A Macskanadrág egy 1994-ben alakult magyar punk zenekar.

## Története
1994-ben alakultak meg Salgótarjánban. Az akkori felállás ez volt: Krachtsmer Ákos - ének, bőgő, Zvada Szabolcs - gitár, ének, Földi Bálint - gitár, Győri Attila - dob.
Győri Attilát azonban kirúgták a zenekarból, mivel sokat járt kocsmába, és ezért nem tudott az együttes próbálni. Helyére Tábori Péter került.
1995-ben tartották meg első koncertjüket. Ugyanebben az évben jelent meg a Macskanadrág demólemeze is. Nem sokkal a demó után Tábori Péter és Földi Bálint elhagyta a zenekart. Új tagok léptek be: Bodrogi László és Mákos Vince. Bodrogi László Tábori Pétert váltotta fel, Mákos Vince pedig Földi Bálint helyébe lépett. Az új felállás már koncertezett is.
1995-ben még egy új tag csatlakozott a Macskanadrághoz, Győri Róbert dobos.
1996-ban már a neves Auróra zenekarral is koncerteztek. Legelső nagylemezük ugyanebben az évben jelent meg A látszat csal címmel csak kazettán. 1997-ben olyan nevekkel turnéztak, mint a Prosectura, az Auróra, a Terror Group vagy az angol GBH. (A Macskanadrág a GBH elő-zenekaraként szolgált.)
1998-ban megjelentettek egy EP-t is 1998 címmel csak kazettán. 1999-ben egy klip is készült "Ez nem az a party" címmel. 
2000-ben megjelent a második stúdióalbumuk is Modern szerenád címmel. Ez volt az első, amely nem csak kazettán, hanem CD-n is megjelent. A CD verzió tartalmazta az 1998 című EP összes dalát is. 2001-ben erről az albumról is készült egy videóklip a "Nem növök fel" című dalhoz. 
2003-ban kiadták a harmadik stúdióalbumukat is A csillag még késik címmel CD-n és kazettán. 2004-ben erről az albumról is készült egy videóklip a "Nem leszek Rock and Roll sztár" című dalhoz.
Új gitáros érkezett a zenekarba 2004-2006-ig Szili Miklós, majd 2013-tól újra a zenekar tagja .
2006-ban Győri Róbert dobos szintén elhagyta a Macskanadrágot. 2007-ben, 2008-ban és 2009-ben is új tagok csatlakoztak a zenekarhoz: Gyenge András, Buhla Ádám, Figula Gergő (ő játszik az Alvin és a Mókusokban is), valamint Rácz Krisztián, a "Nem Mind1" együttesből.
2009-ben kiadták a negyedik stúdióalbumukat is Porból lettél, porrá leszel címel. Ez az album már csak CD-n jelent meg. Négy videó klip készült róla. 2009-ben a "Mindent megígérek", az "Azt gondoltad" és a "Goodbye című dalhoz. 2014-ben pedig a "Csak még egy percből.
2012-ben bejelentették, hogy nem adnak ki több albumot. 2017-ben csatlakozott dobosként Beöthy Ármin. 
2020-ban Beöthy Ármin Ármin elhagyta a zenekart. Ugyan ebben az évben kiadták az ötödik stúdióalbumukat is Pénzt és életet címmel. Az albumon a The Grenma dobosa Botlik Mátyás dobolt. Az album elkészülése után Újra csatlakozott a zenekarhoz Figula Gergely. Így a 2023-ban megjelent Platinalemez című válogatásalbumon már ő dobolt. Viszont az album kiadását követően újra elhagyta a csapatot. Helyét Kucsik István vette át.
A zenekar felállása:
- Krachtsmer Ákos (Garfield) – basszusgitár, ének (1994-napjainkig)
- Zvada Szabolcs – gitár, ének (1994-napjainkig)
- Szili Miki – gitár (2004-2006, 2013-napjainkig)
- Kucsik István (Pistee)  – dob (2023-napjainkig)

Korábbi tagok:
- Győri Attila - dob (1994)
- Tábori Péter - dob (1994-1995)
- Földi Bálint - gitár (1994-1995)
- Győri Róbert - dob (1995-2006)
- Gyenge András - dob (2007)
- Buhla Ádám - dob (2008)
- Beöthy Ármin - dob (2017-2020)
- Figula Gergely - dob (2009-2017, 2020-2023)

## Zenei hatásuk
A Macskanadrág zenei hatásaként a nagy külföldi neveket jelölte meg, pl. Toy Dolls, Ramones, NOFX, Dead Kennedys, MXPX, Lagwagon.

## Diszkográfia

### Stúdióalbumok
- A látszat csal (1996)
- 1998 (1998)
- Modern Szerenád (2000)
- A csillag még késik (2003)
- Porból lettél, porrá leszel (2009)
- Pénzt és életet (2020)
- Platinalemez (2023)

A Macskanadrág két száma szerepelt még a Punkráció című válogatáslemezen is.
Videóklipek
- 1999 - Ez nem az a party (Modern szerenád)
- 2001 - Nem növök fel (Modern szerenád)
- 2004 - Nem leszek Rock and Roll sztár (A csillag még késik)
- 2009 - Mindent megígérek (Porból lettél, porrá leszel)
- 2009 - Azt gondoltad (Porból lettél, porrá leszel)
- 2009 - Goodbye (Porból lettél, porrá leszel)
- 2014 - Csak még egy perc (Porból lettél, porrá leszel)
- 2018 - Részeg mindenki (Pénzt és életet)
- 2019 - 19-re lapot (Pénzt és életet)
- 2020 - Az én csajom (Pénzt és életet)
- 2020 - Fangli, húr és mész (Pénzt és életet)
- 2021 - Nézd el nekem (Pénzt és életet)
- 2022 - MNG service (Platinalemez)
- 2023 - Egyszemélyes jégkorong feat. Ganxsta Zolee (Platinalemez)
- 2023 - Igazi szerelem feat. Dodó (Platinalemez)
- 2024 - Állatkínzó, a k**** anyád (Pénzt és életet)